# Aaa-Krankheit
Die aaa-Krankheit ist eine nicht eindeutig identifizierte Krankheit, die in mehreren medizinischen Papyri des alten Ägypten beschrieben wird. Sie führt zu allgemeinen Leibschmerzen, kann aber auch Herz- oder Magenleiden hervorrufen. Im Papyrus Ebers und Papyrus Hearst werden ihr ganze Rezeptsammlungen gewidmet. Vereinzelte Bemerkungen über die aaa-Krankheit finden sich auch im Papyrus Berlin und im Papyrus London.
Wolfhart Westendorf übersetzt aaa als „Giftsamen“ und ordnet diesen als eine der dämonischen Krankheiten ein, die von einem der Dämonengötter oder Totengeister verursacht werden. Genauer gesagt handelt es sich bei dem Giftsamen vielmehr um einen Stoff, der für verschiedene Krankheiten verantwortlich sein kann. Im Glauben der Ägypter wird der Stoff nachts von einem Incubus in den Körper des Betroffenen geschleust, weshalb viele Heilmittel unmittelbar vor dem Schlafen eingenommen werden mussten.

## Behandlung
Bei den meisten Rezepten handelt es sich um Einnehmmittel oder Belebungstränke, also Mittel zur inneren Behandlung. In einigen werden Anweisungen zur Beräucherung gegeben. Zu den typischen Bestandteilen gehören meist Pflanzen, Blätter und Früchte, insbesondere werden Pflanzen- und Früchtesamen verwendet. Bei den Pflanzen wird vor allem die schames-Pflanze genannt, bei der es sich vielleicht um Pyrethrum handelt. Auch Honig, Milch, süßer Brei oder süße Früchte wie Feigen oder Weintrauben kommen als Rezeptstoffe vor. Einige Mittel werden von Zaubersprüchen begleitet.
Seth, der in Eselsgestalt auftreten kann, wird oftmals als Verursacher der Krankheit angesehen. Ein Zaubermittel aus dem Papyrus London sieht die Formung eines Esels-Phallus aus Kuchenteig vor, der in fettes Fleisch eingewickelt und der Hauskatze zum Fraß vorgeworfen wird. Aufgrund der magischen Gleichsetzung der Hauskatze mit der Göttin Mafdet wird die Krankheitsquelle durch diesen Vernichtungsvorgang symbolisch außer Kraft gesetzt.

## Identifizierung mit Bilharziose
Heinrich Brugsch versuchte 1853 den Begriff aaa als „tödliches göttliches Leiden“ zu übersetzen. 1937 vermutete Bendix Ebbell, dass es sich bei diesem, mit einem auslaufenden Phallus determinierten, Wort um Hämaturie (Blutharn) handeln könnte. 1944 erweiterte der belgische Arzt Frans Jonckheere die Übersetzung zu parasitärer Hämaturie, ein zur Symptomatik der aaa-Krankheit gut passendes Beschwerdebild, das auch noch im modernen Ägypten bei Bilharziose vorkommt.
Bilharziose war in Ägypten bis zum Anfang des zwanzigsten Jahrhunderts eine weit verbreitete Krankheit. Sie konnte bisher bei einigen Mumien und unmumifizierten Leichen nachgewiesen werden, zugleich scheinen verschiedene Symptome von ihr auf einigen Grabmalereien abgebildet zu sein. Zu den beiden am häufigsten auftretenden Erregern in Ägypten aus der Gattung der Pärchenegel (Schistosoma, früher Bilharzia) gehört einerseits das Schistosoma haematobium, welches das Blasensystem befällt und Blutharn erzeugt. Die andere Form ist Schistosoma mansoni, das sich im Darm-System einnistet und zu Entzündungen mit Blutungen, Durchfall oder zur Vergrößerung von inneren Organen führt. Beide Symptome, also Blutharn und Darmerkrankungen, werden in verschiedenen altägyptischen medizinischen Texten behandelt.

Einen Hinweis für eine Gleichsetzung von aaa mit Bilharziose findet sich möglicherweise im 62. Rezept des Papyrus Ebers, in dem der aaa-Stoff als Verursacher von Bauchwürmern genannt wird: 

„Ein anderes nützliches Heilmittel, als etwas, was für den Bauch gemacht wird: Schilfrohr 1, Schames-Pflanze 1, fein zerreiben, mit Honig kochen, von einem Mann gegessen, bei dem sich Gewürm in seinem Bauch befindet. Der aaa-Giftstoff ist es, der es (das Gewürm) geschaffen hat. Es kann nicht durch irgendein anderes Heilmittel sterben.“

Der hereret-Wurm, der in diesem Text auftaucht, ist bisher nicht eindeutig identifiziert worden. Es könnte sich dabei um den auch Nilwurm genannten Pärchenegel handeln, der als Krankheitserreger der Bilharziose gilt. Jedoch wird bezweifelt, ob der mikroskopisch kleine Nilwurm für die Menschen des Altertums ohne weitere Hilfe überhaupt sichtbar war. Zudem gibt es keinen medizinischen Text, bei dem aaa gemeinsam mit dem bisher bekannten Begriff für Blutharn (wesesch senef) oder in Verbindung mit der Harnblase auftritt.